# キルヒベルク・アン・デア・ヤクスト
キルヒベルク・アン・デア・ヤクスト (ドイツ語: Kirchberg an der Jagst) は、ドイツ連邦共和国バーデン＝ヴュルテンベルク州シュヴェービッシュ・ハル郡に属す小都市。

## 地理

### 位置
キルヒベルクは、ホーエンローエ平野とハラー平野とが出会うヤクスト川沿いの高台に位置している。

### 隣接する自治体
西から時計回りに、イルスホーフェン、ゲーラブロン、ロート・アム・ゼー、ヴァルハウゼン、ザッテルドルフ、クライルスハイム。

### 市の構成
この市には、中核地区であるキルヒベルクの他に、アイヒェナウ、ガックシュタット、ホルンベルク、レントジーデル、ローベンハウゼン、ミシュトラウといった地区がある。
ホルンベルク地区には、1984年からキルヒベルク聖書学校が存在する。

## 歴史

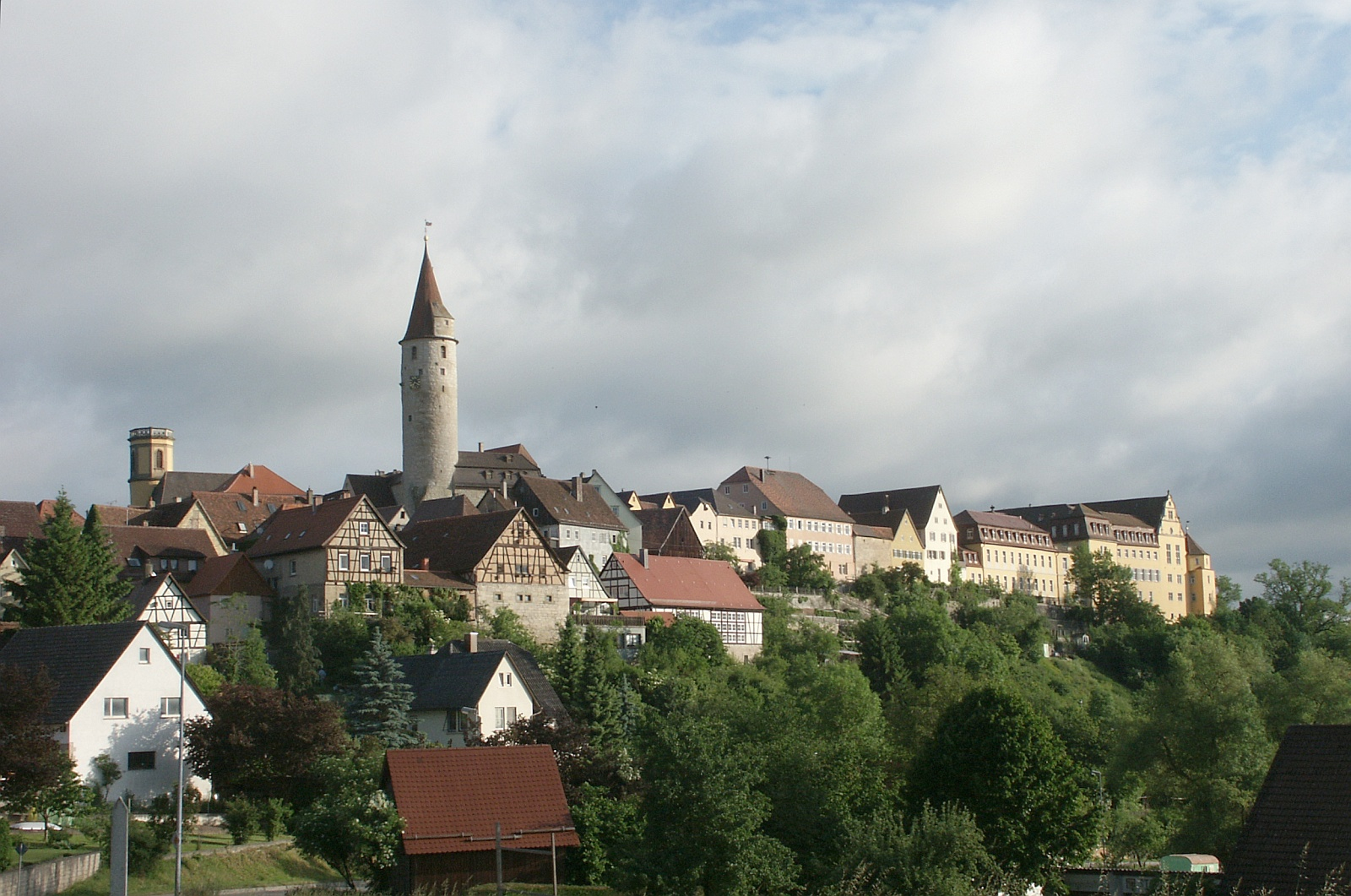
南側の谷から見上げる旧市街の外観

キルヒベルクは、帝国都市シュヴェービッシュ・ハルとローテンブルク・オプ・デア・タウバーのほぼ中間点にあり、ヤクスト川を、初めは歩いて、後には橋で渡るための戦略上重要な地点に位置している。この安全を確保するため、キルヒベルク城と、ヤクスト川の反対側にズルツ城が建設されたが、後者は1525年のドイツ農民戦争により破壊された。1373年に皇帝カール4世は、ホーエンローエ家の伯クラフト4世に、キルヒベルク・アン・デア・ヤクストの城下に都市を建設することと、それを堅固にすることを許可する文書を授けている。

## 行政

### 議会
キルヒベルク・アン・デア・ヤクストの市議会は18議席からなる。

## 博物館
- ゼンデルシェス博物館

## 催し物、市場
- 市の休日/2月市　2月の第4土曜日
- 書籍市　6月の第3土曜日
- 宮廷庭園祭　7月の第3週末
- クリスマス市　アドヴェント第2週末

## 交通
キルヒベルクは、アウトバーンA6号線沿いに位置し、独自のインターチェンジを有している。郡庁所在地のシュヴェービッシュ・ハルへは約25km、クライルスハイムへは約12kmである。

## 教育
- シュロス・シューレ　州立の寄宿寮つきギムナジウム

## 人物

### 出身者
- アウグスト・ルートヴィヒ・フォン・シュレーツァー（1735年 - 1809年）歴史家、教育者、統計家
- ヘルムート・プラスラー（1923年 - 1987年）政治家(CDU)、連邦議会議員

## 引用
1. ↑  Statistisches Landesamt Baden-Württemberg – Bevölkerung nach Nationalität und Geschlecht am 31. Dezember 2023 (CSV-Datei)